# Bayan Wendu'er
Bayan Wendu'er (kinesiska: 巴彦温都尔, 巴彦温都尔苏木) är en socken i Kina. Den ligger i den autonoma regionen Inre Mongoliet, i den norra delen av landet, omkring 790 kilometer nordost om regionhuvudstaden Hohhot.
Genomsnittlig årsnederbörd är 550 millimeter. Den regnigaste månaden är juni, med i genomsnitt 161 mm nederbörd, och den torraste är februari, med 3 mm nederbörd.